# NGC 3364
NGC 3364 é uma galáxia espiral barrada (SBbc) localizada na direcção da constelação de Ursa Major. Possui uma declinação de +72° 25' 30" e uma ascensão recta de 10 horas, 48 minutos e 29,5 segundos.
A galáxia NGC 3364 foi descoberta em 3 de Abril de 1785 por William Herschel.